# 한국예술영재교육연구원
한국예술영재교육연구원(韓國藝術英才敎育硏究院, Korean National Research Institute for the Gifted in Arts, KRIGA)은 영재교육진흥법에 따라 2005년 설립된 예술영재교육 전담 국가연구기관으로 예술영재교육을 위한 다양한 연구 개발과 함께 교사 연수 프로그램 개발을 담당하고 있다. 예술영재교육 담당교원 연수기관으로 지정되어 음악, 미술, 무용, 전통예술 영재 교육에 매진하는 교사 대상 연수를 실시하고 있다.

## 연혁
- 2005년  영재교육연구원 지정 (문화관광부)
- 2011년  예술영재교육 담당교원 직무연수 기관 지정 (교육과학기술부)

## 주요 업무
- 예술영재교육에 관한 이론적 기초연구
- 예술영재교육 정책연구 및 예술영재판별에 관한 연구․개발
- 예술영재교육 방법 및 자료의 연구․개발과 예술영재교육지원시스템 연구개발
- 교원 연수자료의 연구․개발 및 연수 실시
- 기타 예술영재교육관련 연구 및 사업 수행

http://kriga.karts.ac.kr/ 한국예술영재교육연구원 공식 웹사이트]